# Lagoa Custódia
Lagoa Custódia é uma lagoa brasileira localizada no estado do Rio Grande do Sul.
A Lagoa das Custódias está localizada no antigo "Rincão das Custódias" local da estância do português e sargento mór Custódio de Souza Oliveira. Custódio casou em 1779, em Porto Alegre, com Francisca Maria de Jesus, mas antes do final do século XVIII já estava no litoral. O casal gerou dez filhos - cinco filhos e cinco filhas (Ana, Silvana, Maria, Francisca e Antônia), que provavelmente dão nome à lagoa (em seu "Pequeno Dicionário Histórico e Geográfico do município de Osório", publicado na Revista do IHGRS, em 1937, Fernandes Bastos, que é desdente do Custódio, não esclarece a origem do nome, mas é bem provável que seja devido a residência dos/das descendentes do Custódio no local). A estância de Custódio também ficava próximo a "Fazenda do Arroio" pertencente a Tomás José Luiz Osorio. Nesse local nasceu o general Osorio, militar brasileiro que dá nome a cidade de Osório, onde hoje se localiza o Parque Histórico.
Fonte: http://diariogaucho.clicrbs.com.br/rs/dia-a-dia/noticia/2017/01/expedicao-ao-por-do-sol-apresenta-outra-tramandai-aos-visitantes-9480084.html